# 宋宜妃
宋宜妃（？—1563年），名失考，明朝明世宗朱厚熜之妃。

## 生平
宋氏的出生及入宮時間均不詳。嘉靖四十二年（1563年）八月二十九日，「宜妃」宋氏薨逝，治喪葬如例。有學者認為嘉靖帝後宮之內生前有封號的沒有宋姓者，更沒有號宜妃者，所以宋宜妃生前應該是未封妃，薨逝之後才被嘉靖帝追封為宜妃。根據《太常續考》的記載，宋宜妃與諸靜妃、張和妃、高安妃、張昭嬪、武常嬪、郭寧嬪、田靜嬪、孟安嬪於金山合葬同一墓，葬地位於西山紅石口。